# Governo Floriano Peixoto
O Governo Floriano Peixoto (1891-1894) corresponde ao período da história do Brasil, em que o Marechal Floriano Vieira Peixoto governou o país como o segundo presidente do Brasil, desde 23 de Novembro de 1891 com a renúncia de Deodoro da Fonseca até 15 de Novembro de 1894, com a entrega do cargo para o presidente Prudente de Morais após as primeiras eleições diretas do Brasil republicano.
Seu governo foi marcado por um intenso clima de rebeliões. Em 1892, foi publicado o Manifesto dos 13 generais, que tinha por finalidade contestar a legitimidade do governo de Floriano — constitucionalmente, ele deveria convocar novas eleições, em vez de assumir a presidência até o término do mandato de Deodoro. A Segunda Revolta da Armada, resultado de diversos conflitos entre o Exército e a Marinha, e a Revolução Federalista, crise política que buscava depor o governador gaúcho Júlio de Castilhos, eclodiram ambos em 1893. Floriano debelou estes conflitos violentamente, consolidando-se no poder, o que lhe fez ganhar a alcunha de "Marechal de Ferro". O culto à sua personalidade, denominado florianismo, foi o primeiro fenômeno político de expressão focalizado em torno da figura de um personagem republicano no Brasil.
Durante o Governo Floriano Peixoto, registrou-se uma retração de 22,5% do PIB brasileiro (média de 7,5%), o pior resultado da história do Brasil.

## Eleição Presidencial de 1891

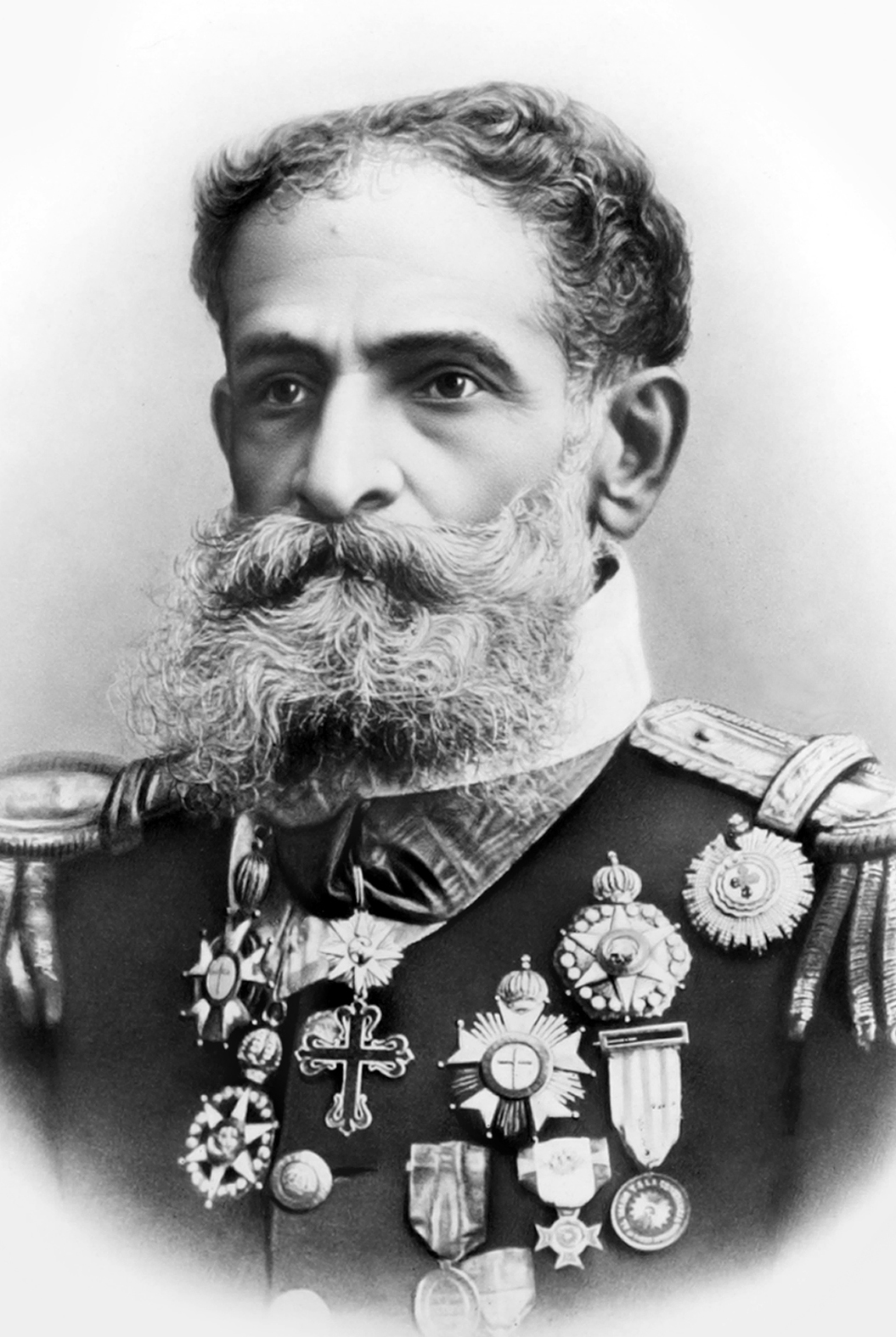
Deodoro da Fonseca foi eleito com 129 votos

Com a Proclamação da República do Brasil em 15 de novembro de 1889, um Governo Provisório liderado por Deodoro da Fonseca, o proclamador da República, assumiu a Presidência.
Embora a Constituição de 1891 determinasse que o Presidente da República fosse eleito diretamente pelo povo, as suas disposições transitórias previam que, para o primeiro período presidencial, o Presidente fosse eleito pelo Congresso Constituinte, logo após promulgada a Constituição. Tal dispositivo já fora previsto no artigo 62 do chamado "Regulamento Alvim", o Decreto de 23 de junho de 1890, que dispunha: "Aos cidadãos eleitos para o primeiro Congresso, entendem-se conferidos poderes especiais para exprimir a vontade nacional acerca da Constituição publicada pelo Decreto nº 510, de 22 de junho do corrente, bem como para eleger o primeiro presidente e o vice-presidente da República".
Na eleição, os candidatos disputavam a presidência e a vice-presidência de forma separada. O mesmo candidato a presidente poderia disputar a vice-presidência.
O marechal Deodoro da Fonseca, chefe do Governo Provisório desde 15 de novembro de 1889, apoiando o almirante Eduardo Wandenkolk para vice-presidente; o senador Prudente de Morais, representando o Partido Republicano Paulista, apoiando o marechal Floriano Peixoto para vice-presidente.
As eleições efetuaram-se em 25 de fevereiro de 1891. A eleição foi de determinada forma tensa, devido o encilhamento, política econômica do Governo Provisório de Deodoro que resultou em crise. Prudente de Morais tinha a maioria a seu favor, mas os militares ameaçaram os parlamentares, e os forçaram a votarem em Deodoro. 

## Política Interna

### Economia

#### Crise do Encilhamento
A Crise do Encilhamento foi uma bolha econômica que ocorreu no Brasil, entre o final da Monarquia e início da República, e estourou durante a República da Espada, desencadeando então uma crise financeira e institucional. O então Ministro da Fazenda Rui Barbosa, sob a justificativa de estimular a industrialização no país, adotou uma política baseada em créditos livres aos investimentos industriais garantidos pelo aumento da emissão de papel-moeda.

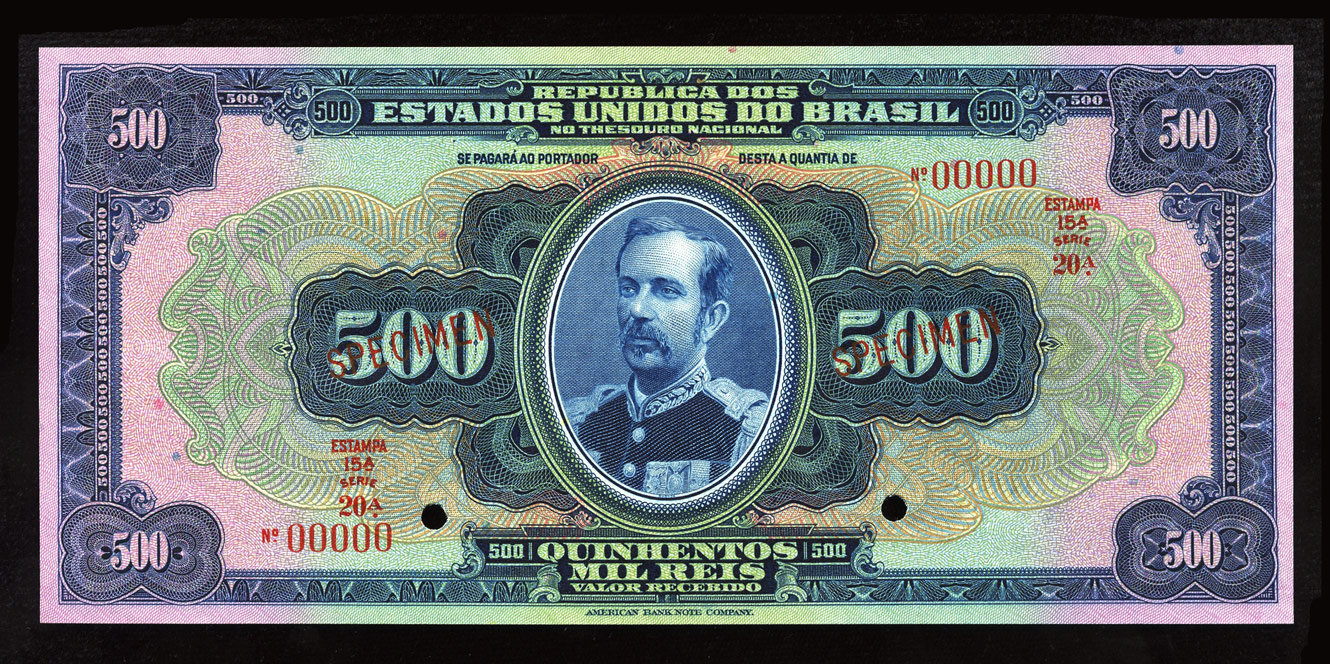
Mil-Réis, a moeda vigente na época do Encilhamento

Junto com a expansão dos capitais financeiro e industrial vieram desenfreada especulação financeira em todos os mercados e forte alta inflacionária, causadas pela desconfiança oriunda de determinadas práticas no mercado financeiro, como excesso de lançamento de ações sem lastro, e posteriores ofertas públicas de aquisição visando o fechamento de capital.
Em 23 de novembro de 1891, após a renúncia do marechal Deodoro da Fonseca, Floriano assumiu o governo brasileiro interessado em contornar os problemas correntes e fortalecer a vigência da República no Brasil.
As políticas públicas nesse mandato circunscreveram-se na capital federal, e aglutinaram um setor de apoio ao governo denominado de “jacobino”, composto por militares de baixa patente, civis positivistas e parcela da classe média urbana. A adoção do nome “jacobino” era uma alusão à tendência política da Revolução Francesa aderida por republicanos proletarizados. O “jacobinismo florianista” consolidou-se durante as sublevações da Revolta da Armada e foi caracterizado pelo nacionalismo exacerbado e pelo militarismo. O apoio dessa fração política ao governo do marechal Floriano cooperou para a manutenção do mandato presidencial que também contou com o apoio do Partido Republicano Paulista e do Exército brasileiro.
Adotou medidas econômicas protecionistas, visando favorecer e obter apoio da emergente indústria brasileira. Neste sentido, possibilitou empréstimos às indústrias, além de adotar medidas de proteção alfandegária. Mesmo com a adoção de todas essas medidas por Floriano, o Brasil teve sua maior recessão na história da república, com o PIB encolhendo em média 7,5%.

### Política

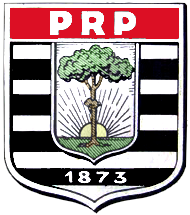
PRP (Partido Republicano Paulista), mesmo Floriano sendo apartidário, recebeu grande apoio desse partido

O marechal Floriano encarnava uma visão da República não identificada com as forças econômicas dominantes. Pensava construir um governo estável, centralizado, nacionalista, baseado sobretudo no exército e na mocidade das escolas civis e militares ("República da Espada"). Essa visão chocava-se com a da chamada "República dos Fazendeiros", liberal e descentralizada, que via com suspeitas o reforço do Exército e as manifestações da população urbana do Rio de Janeiro. Mas, ao contrário do que se poderia prever, houve na presidência de Floriano um acordo tácito entre o presidente e o Partido Republicano Paulista (PRP). As razões básicas para isso foram os riscos, alguns reais, outros imaginários, que corria o regime republicano. A elite política de São Paulo via na figura de Floriano a possibilidade mais segura de garantir a sobrevivência da República, a partir do poder central. Floriano, por sua vez, percebia que sem o PRP não teria base política para governar. Seu governo teve grande oposição de setores conservadores, como a publicação do Manifesto dos 13 generais. A alcunha de "Marechal de Ferro" devia-se à sua atuação enérgica e ditatorial, pois agiu com determinação ao debelar as sucessivas rebeliões que marcaram os primeiros anos da República do Brasil. Recebeu também o título de "Consolidador da República". Apesar da constituição versar no artigo 42 novas eleições quando o presidente renunciasse antes de dois anos, Floriano permaneceu em seu cargo, alegando que a própria constituição abria uma exceção, ao determinar que a exigência só se aplicava a presidentes eleitos diretamente pelo povo, assumindo assim o papel de consolidador da República.

### "Marechal de Ferro"
Floriano Peixoto, em seus três anos de governo como presidente, enfrentou a Revolução Federalista no Rio Grande do Sul, iniciada em fevereiro de 1893. Graças a sua atuação rigorosa diante das revoltas que ocorriam no Brasil em seu governo, recebeu o apelido de "Marechal de Ferro".

#### Segunda Revolta da Armada

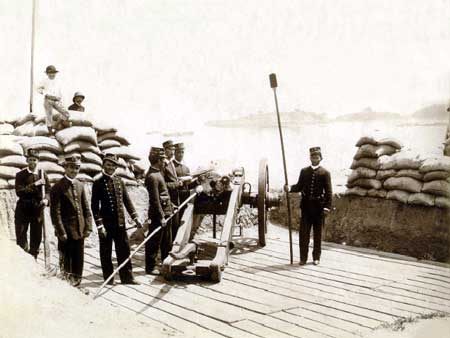
A Revolta da Armada

Começou a delinear-se em Março de 1892, quando treze generais enviaram uma Carta-Manifesto ao Presidente da República, Floriano Peixoto. Este documento exigia a convocação de novas eleições presidenciais para que, cumprindo-se o dispositivo constitucional, se estabelecesse a tranquilidade interna na nação. Floriano reprimiu duramente o movimento, determinando a prisão de seus líderes. Em 6 de setembro de 1893, um grupo de altos oficiais da Marinha exigiu a imediata convocação dos eleitores para a escolha dos governantes. Entre os revoltosos estavam os almirantes Saldanha da Gama, Eduardo Wandenkolk e Custódio de Melo, ex-ministro da Marinha e candidato declarado à sucessão de Floriano. Sua adesão refletia o descontentamento da Armada com o pequeno prestígio político da Marinha em comparação ao do Exército. No movimento encontravam-se também jovens oficiais e muitos monarquistas.
A revolta teve pouco apoio político e popular na cidade do Rio de Janeiro, onde a partir de 13 de setembro diversas unidades encouraçadas trocaram tiros com a artilharia dos fortes em poder do Exército. Houve sangrenta batalha na Ponta da Armação, em Niterói, área guarnecida por aproximadamente 3.000 governistas, os quais eram compostos entre outros por batalhões da Força Pública e da Guarda Nacional.Por conta dos acontecimentos da revolta, durante o governo de José Tomás da Porciúncula a capital do estado do Rio de Janeiro, então a cidade de Niterói, foi transferida para a cidade de Petrópolis em 1894, de onde só retornou em 1903.. Sem chance de vitória na baía da Guanabara, os revoltosos dirigiram-se para sul do país. Alguns efetivos desembarcam na cidade de Desterro (atual Florianópolis) e tentaram, inutilmente, articular-se com os federalistas gaúchos.
Os Estados Unidos marcaram presença nos conflitos em dois momentos, a primeira pressionando o marechal Deodoro para renunciar e assim Floriano Peixoto assumir a presidência brasileira, a segunda foi em 1894 após três navios americanos serem supostamente atacados pelos rebeldes, tal episódio ficou conhecido como Caso do Rio de Janeiro, com isto, os norte-americanos enviaram uma frota para ajudar o governo brasileiro, combatendo os revoltosos e destruindo um bloqueio que ocorria no Rio de Janeiro.

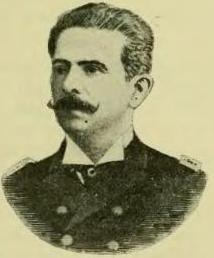
Custódio de Melo, um dos revoltosos da Revolta da Armada

O presidente da República, apoiado pelo Exército brasileiro e pelo Partido Republicano Paulista conteve o movimento em março de 1894, para o que fez adquirir, às pressas, no exterior, por meio do empresário e banqueiro estadunidense Charles Ranlett Flint, alguns navios de guerra, a chamada "frota de papel". Essa frota, adquirida nos Estados Unidos, foi também denominada pelos governistas como "Esquadra Flint" e viajou do porto de Nova York até a baía de Guanabara tripulada por mercenários estadunidenses. De acordo com Joaquim Nabuco, as tropas contratadas para auxiliar o governo federal eram "a pior escória de filibusteiros americanos".
Em março de 1894 a rebelião estava vencida. O rigor de Floriano Peixoto ante os dois movimentos revolucionários lhe valeu o cognome Marechal de Ferro.

#### O Envolvimento de Portugal
No dia 13 de março de 1894, o capitão de fragata português Augusto de Castilho concedeu asilo ao almirante Saldanha da Gama e rebeldes sobreviventes. O governo brasileiro reconheceu o ato do português, afirmando:
“é inspirado em sentimentos humanitários, vê-se todavia obrigado a reclamar a entrega daqueles indivíduos, por entender que, como criminosos que são, não estão no direito de gozar da proteção que tiveram.”
O governo brasileiro afirmava que o crime cometido pelos rebeldes era de pirataria, sendo assim não tinham o direito de asilo por não estarem sendo reprimidos por motivos políticos. O governo português entendeu que eram criminosos políticos, mas se comprometeu a não desembarcá-los em território estrangeiro, mantendo-os a bordo até a solução diplomática. Porém, o capitão Augusto de Castilho afirmava que os seus navios (Mindello e Affonso de Albuquerque) não tinham condições de atravessar o Atlântico para desembarcar os brasileiros em território português, navegando com os rebeldes para a Bacia do rio da Prata, onde se pretendia fretar um navio para levar os rebeldes para Angola, contudo, com os navios fundeados no Prata, ocorre uma fuga de 254 rebeldes, incluindo do almirante Saldanha da Gama, que posteriormente viria a se unir na luta dos revolucionários na Revolução Federalista. Este ocorrido fez com que o ministro de relações exteriores do Brasil, Alexandre Cassiano do Nascimento rompesse relações com Portugal, que seriam reatadas durante o governo de Prudente de Moraes.

#### A Revolução Federalista
A Revolução Federalista foi uma guerra civil que ocorreu no sul do Brasil logo após a Proclamação da República. Instada pela crise política gerada pelos federalistas, grupo opositor que pretendia libertar o Rio Grande do Sul da governança de Júlio de Castilhos, então presidente do Estado, e também conquistar uma maior autonomia e descentralizar o poder da então recém proclamada República.

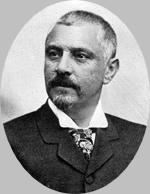
Júlio de Castilhos

As desavenças iniciaram-se com a concentração de tropas sob o comando do maragato João Nunes da Silva Tavares, o Joca Tavares, barão de Itaqui em campos da Carpintaria, no Uruguai, localidade próxima a Bagé.
Logo após o potreiro de Ana Correia, vindo do Uruguai em direção ao Rio Grande do Sul, encontrava-se o coronel caudilho federalista Gumercindo Saraiva.
Eficientemente, os maragatos dominaram a fronteira, exigindo a deposição de Júlio de Castilhos, que havia sido eleito presidente do estado pelo voto direto. Havia também o desejo de um plebiscito onde o povo deveria escolher o sistema de governo.
Devido à gravidade do movimento, a rebelião adquiriu âmbito nacional rapidamente, ameaçando a estabilidade do governo rio-grandense e o regime republicano em todo o país. Floriano Peixoto, então na presidência da República, enviou tropas federais sob o comando do general Hipólito Ribeiro para socorrer Júlio de Castilhos.
Foram estrategicamente organizadas três divisões, chamadas de legalistas: a do norte, a da capital e a do centro. Além destas, foi convocada a polícia estadual e todo o seu contingente para enfrentar o inimigo.
A primeira vitória dos maragatos foi em maio de 1893, junto ao arroio Inhanduí, em Alegrete, município sul-rio-grandense. Neste combate ao lado dos pica-paus legalistas participou o senador Pinheiro Machado, que tinha deixado a sua cadeira no Senado Federal para organizar a Divisão do Norte, a qual liderou durante todo o conflito.

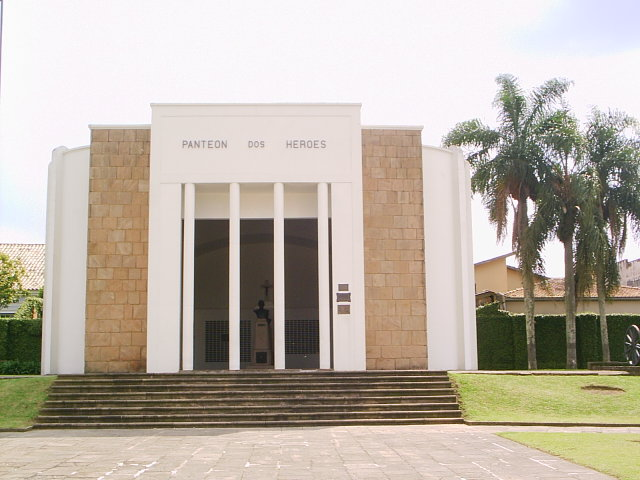
O Panteão dos Heróis, onde estão os corpos dos legalistas que lutaram no cerco da Lapa

Gumercindo Saraiva e sua tropa dirigiram-se para Dom Pedrito. De lá iniciaram uma série de ataques relâmpagos contra vários pontos do estado, desestabilizando as posições conquistadas pelos Republicanos.
Em seguida rumaram ao norte, avançando em novembro sobre Santa Catarina e chegando ao Paraná, sendo detidos na cidade da Lapa, a sessenta quilômetros a sudoeste de Curitiba. Nesta ocasião, o Coronel Carneiro morreu em fevereiro de 1894 sem entregar suas posições ao inimigo, no episódio que ficou conhecido como o Cerco da Lapa. A obstinada resistência oposta às tropas federalistas na cidade de Lapa (Paraná), pelo Coronel Carneiro, frustrou as pretensões rebeldes de chegarem ao Rio de Janeiro.
O almirante Custódio de Melo, que chefiara a revolta da Armada contra Floriano Peixoto, uniu-se aos federalistas e ocupou Desterro, atual Florianópolis. De lá chegou a Curitiba, ao encontro do caudilho-maragato Gumercindo Saraiva. Neste ínterim, certa de 185 pessoas foram executadas pelas forças republicanas por ocasião do Massacre da Ilha de Anhatomirim, um dos mais controversos e sangrentos episódios da história republicana brasileira.
A resistência da Lapa impediu o avanço da revolução. Gumercindo, impossibilitado de avançar, bateu em retirada para o Rio Grande do Sul. Morreu em 10 de agosto de 1894, após ser atingido por um tiro desferido à traição enquanto reconhecia o terreno, na véspera da Batalha do Carovi.
A revolução federalista foi derrotada em 24 de junho de 1895 na Batalha de Campo Osório, quando o almirante Saldanha da Gama, possuidor de um contingente de 400 homens, 100 deles marinheiros, lutou até a morte contra os Pica-paus comandados pelo general Hipólito Ribeiro. A derrota causou grande comoção no lado Federalista e acelerou o processo de paz, que foi assinada no dia 23 de agosto de 1895, em Pelotas. A revolução terminou no governo de Prudente de Moraes, o sucessor de Floriano Peixoto.
Este conflito propiciou pelo menos dez mil mortos e incontáveis feridos. A prática da degola dos prisioneiros não foi rara em ambos os lados contendores, adquirindo o caráter revanchista. Por muito tempo foi atribuído ao coronel maragato Adão Latorre a degola de 300 pica-paus prisioneiros, às margens do rio Negro, contidos em uma taipa, um tipo de cercado de pedras para gado, que ficou conhecido como Potreiro das Almas, nas cercanias de Bagé, hoje em território do município de Hulha Negra, em 23 de novembro de 1893, após a Batalha do Rio Negro. O fato, porém, é desmentido por vários documentos históricos, como o diário do general maragato João Nunes da Silva Tavares, que refere o número de 300 como sendo as baixas totais do inimigo, entre mortos em combate e feridos. O general afirma que o número de degolados foi de 23 "patriotas", membros das forças provisórias castilhistas, todos assassinos conhecidos no estado, pelas tropelias cometidos contra os Federalistas, particularmente no saque a Bagé no final de 1892 pelas forças dos coronéis castilhistas Pedroso e Motta. Em 5 de abril, no Combate do Boi Preto há a degola de 250 maragatos em represália à degola do rio Negro. O pica-pau Cherengue ou Xerengue rivalizava com Latorre em número de degolas praticadas. A vitória de Floriano sobre essa revolta gerou a ainda controversa mudança de nome da cidade de Nossa Senhora do Desterro, para Florianópolis ("Cidade Floriana") em Santa Catarina.

### Reabertura do Congresso Nacional e o Estado de Sítio
Floriano Peixoto determinou a reabertura do Congresso Nacional, que estava fechado desde 3 de Novembro de 1891, quando Deodoro da Fonseca causou sua dissolução, assim como também revogou o estado de sítio do governo anterior. Consta que Floriano Peixoto lançou uma ditadura de salvação nacional. Seu governo era de orientação nacionalista e centralizadora. Demitiu todos os governadores que apoiaram Deodoro da Fonseca. Na chamada Segunda Revolta da Armada agiu de forma contundente, vencendo-a de maneira implacável, ao contrário de Deodoro.
Em abril de 1892 decretou estado de sítio, após manifestações de opositores e divulgação de manifestos na Capital Federal. Prendeu os manifestantes e desterrou outros para a Amazônia. Quando Rui Barbosa ingressou com habeas corpus no Supremo Tribunal Federal em favor dos detidos, Floriano Peixoto ameaçou os ministros da Suprema Corte: "Se os juízes concederem habeas corpus aos políticos, eu não sei quem amanhã lhes dará o habeas corpus de que, por sua vez, necessitarão". O STF negou o habeas corpus por dez votos a um.

## Gabinete Ministerial
O Gabinete Ministerial de Floriano Peixoto era composto por 9 ministérios, 2 a mais do que o governo anterior:
- Presidente — Floriano Peixoto
- Ministério das Relações Exteriores — Custódio de Melo, Fernando Pereira, Serzedelo Correia, Antônio de Sousa, Felisbelo Freire, João Pereira, Carlos de Carvalho e Alexandre do Nascimento
- Ministério da Guerra — João de Oliveira, Custódio de Melo, Francisco de Moura, Antônio Galvão e Bibiano Costallat
- Ministério da Agricultura, Comércio e Obras Públicas — Antão de Faria e Serzedelo Correia
- Ministério da Fazenda — Antão de Faria, Rodrigues Alves, Serzedelo Correia, Felisberto Freire e Alexandre do Nascimento
- Ministério da Justiça e Negócios Interiores — Fernando Pereira e Alexandre do Nascimento
- Ministério da Indústria, Viação e Obras Públicas — Serzedelo Correia, Antônio de Abreu, Antônio Sousa, João Pereira e Bibiano Costallat
- Ministério da Marinha — Custódio de Melo, Filipe Chaves, Francisco Neto, Bibiano Costallat e João Duarte
- Ministério da Instrução Pública, Correios e Telégrafos — José Pereira e Fernando Pereira
- Ministério dos Negócios do Interior — José Pereira e Fernando Pereira

## Mensagem de despedida
Floriano Peixoto entregou o poder em 15 de novembro de 1894 a Prudente de Morais, e morreu em 29 de junho do ano seguinte, em sua fazenda em Ribeirão da Divisa, atual Floriano, distrito de Barra Mansa, no estado do Rio de Janeiro, vítima de uma cirrose hepática. Deixou um testamento político:
" A vós, que sois moços e trazeis vivo e ardente no coração o amor da Pátria e da República, a vós corre o dever de ampara-la e defende-la dos ataques insidiosos dos inimigos".[....] A mim me chamais o consolidador da República. Consolidador da obra grandiosa de Benjamin Constant e Deodoro são o exército nacional e uma parte da armada, que a Lei e às instituições se conservaram fiéis.
Consolidador da República é a guarda nacional, são os corpos de polícia da Capital e do estado do Rio, batendo-se com inexcedível heroísmo e selando com o seu sangue as instituições proclamadas pela Revolução de 15 de novembro.
Consolidador da República é a mocidade das escolas civis e militares derramando o seu sangue generoso para com ele escrever a página mais brilhante da história das nossas lutas.
Consolidador da República, finalmente, é o grande e glorioso partido republicano, que, tomando a forma de batalhões patrióticos, praticou tais e tantos feitos de bravura, que serão ouvidos sempre com admiração e respeito pelas gerações vindouras.
São esses os heróis para os quais a Pátria deve volver os olhos, agradecida.
À frente de elementos tão valiosos, não duvidei, um momento sequer, do nosso triunfo, e, pedindo conselhos a inspiração e a experiência e procurando amparo no sentimento da grande responsabilidade que trazia sobre os ombros tive a felicidade de poder guiar os nossos no caminho da vitória. [....] "— Floriano Peixoto, junho de 1895.